# Piaristický klášter (Mikulov)
Piaristický klášter (či též piaristická kolej) v Mikulově (latinsky Collegium Nicolburgense) je někdejší řádový dům řádu zbožných škol - piaristů s kostelem sv. Jana Křtitele. Byl založen roku 1631 kardinálem Františkem z Ditrichštejna jako první piaristický klášter severně od Alp.

## Historie
Klášter v Mikulově byl založen v roce 1631 a je tak prvním klášterem na českém území a zároveň vůbec prvním mimo území Itálie. Nechal ho založit tehdejší majitel mikulovského panství olomoucký biskup, kardinál František z Ditrichštejna, jehož pojilo přátelství se zakladatelem řádu Josefem Kalasanským.
Řád piaristů, založený v roce 1597, byl roku 1621 papežem Řehořem XV. povýšen na řeholní. Již v roce 1625 proběhl první pokus o založení řádového kláštera v Habsburské monarchii, a sice ve Vídni, ten však nebyl kvůli odporu konkurenčních jezuitů úspěšný. Kardinál František z Ditrichštejna usiloval o příchod piaristů do Mikulova již od roku 1629. Jeho hlavní motivací byla podpora rekatolizace v oblastech znovu získaných protestanty.
Prvních osm řeholníků do Mikulova přišlo z Říma v roce 1631. Kardinál jim daroval pozemek městského špitálu sv. Jana Křtitele a pozemky, které odebral vyhnaným novokřtěncům. Piaristé zde založili střední školu „Collegium Nicolburgense“ a zahájili výstavbu nového kostela.
Mikulovská škola byla velmi oblíbená a postupem času získala rozsáhlou knihovnu. Od roku 1803 existovalo vedle obecné školy a šestitřídní reálky dvouleté filozofické vzdělání (akademie). V roce 1873 byla škola, stejně jako ostatní instituce v Rakousku-Uhersku, zestátněna a ze dvou vyšších škol vzniklo osmitřídní gymnázium.
Po komunistickém puči v Československu byl klášter v roce 1950 v rámci Akce K uzavřen a zdejší mniši byli internováni.

### Kostel sv. Jana Křtitele

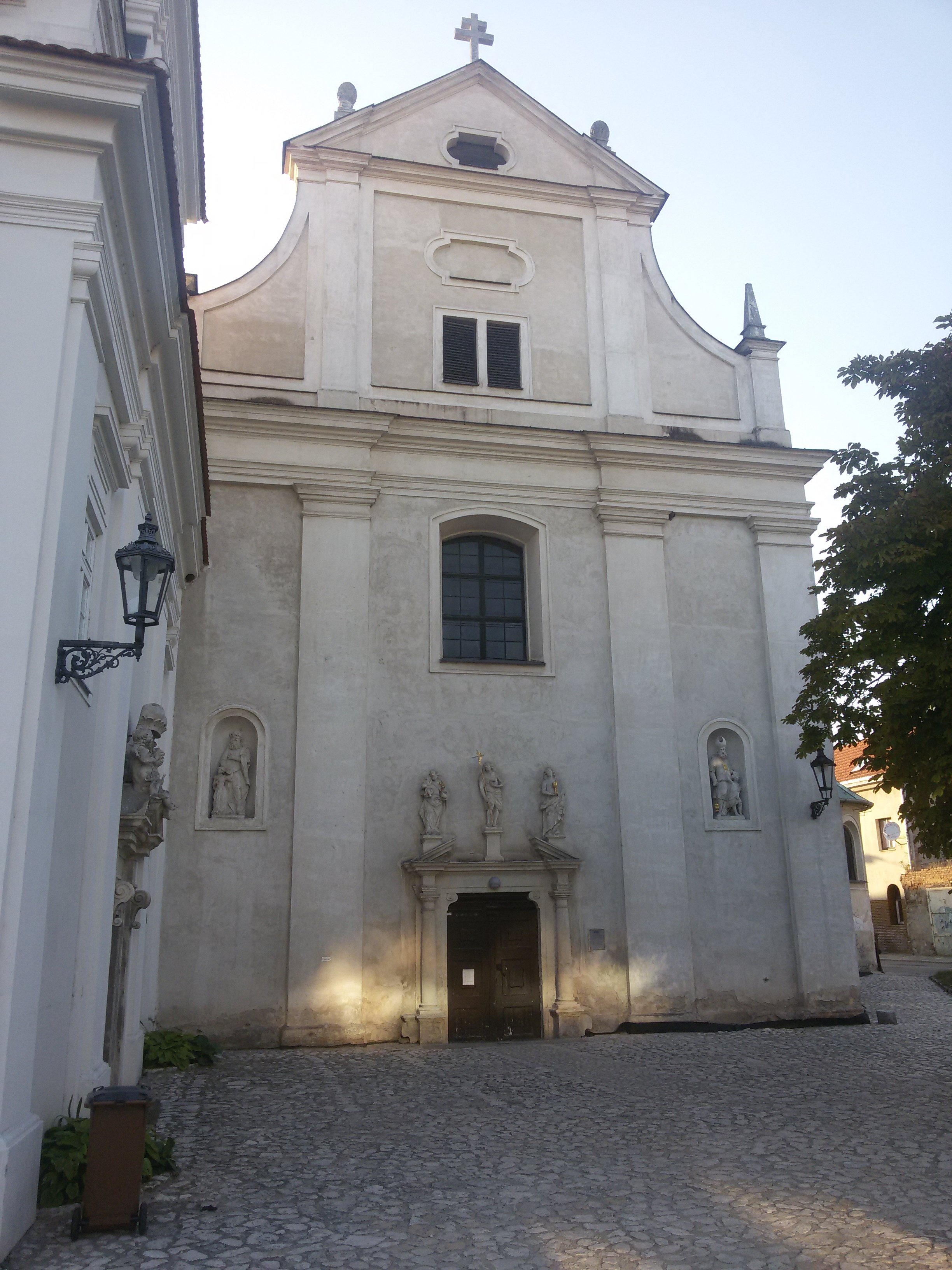
Klášterní kostel sv. Jana Křtitele

Klášterní kostel sv. Jana Křtitele, postavený na místě staršího špitálního gotického kostela, byl dokončen v roce 1640, ale v průběhu dalších desetiletí byl stavebně upravován. Zvnějšku působí budova kostela poněkud prostě až stroze, avšak vnitřní výzdoba kostela je velmi bohatá. Mezi nejvýznamnější patří vnitřní výmalba z roku 1759 od vídeňského malíře Franze Antona Maulbertsche z 18. století. Klenba je vyzdobena výjevy ze života sv. Jana Křtitele. Z téhož období pochází také mobiliář kostela. Hlavní a boční oltáře jsou dílem sochaře Wolfganga Trägera.
Varhany jsou z dílny známého varhanářského mistra Jana Výmoly.

### Piaristický dům

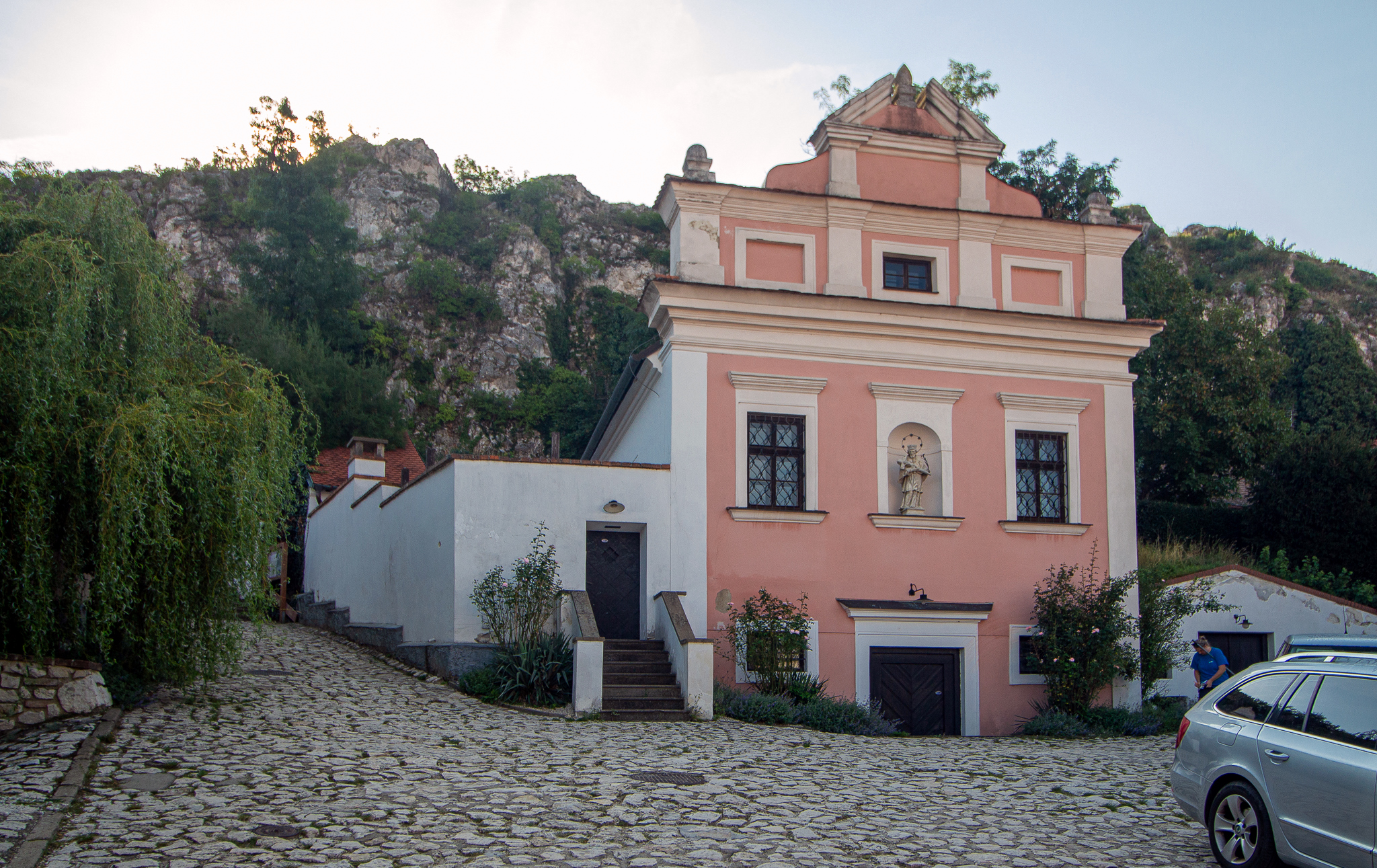
Piaristický dům pod Svatým kopečkem

S klášterem souvisí také piaristický dům na úpatí Svatého kopečku u začátku mikulovské křížové cesty. V průčelí domu je umístěná socha sv. Jana Nepomuckého. Dům s růžovo-bílou fasádou v minulosti sloužil jako Domov moravských spisovatelů. Pobývali zde literární tvůrci, např. spisovatel Jaromír Tomeček.